# 多摩北部都市広域行政圏協議会
多摩北部都市広域行政圏協議会（たまほくぶとしこういきぎょうせいけんきょうぎかい）は、東京都の広域行政圏の一つ。愛称は多摩六都（たまろくと）。

## 事務所
- 東京都西東京市南町五丁目6番13号（西東京市役所田無庁舎3階）

## 沿革
- 1980年 - 地理的、歴史的、行政的につながりの深かった小平市、東村山市、田無市、保谷市、清瀬市、東久留米市の6市が共通する行政課題に連携協力して広域的に対処し、より質の高い住民サービスを提供することを目的に研究会を設置。
- 1987年1月 - 「多摩北部都市広域行政圏協議会」を設置。
- 1987年3月 - 大都市周辺地域振興整備措置要綱に基づき圏域設定され「多摩北部都市広域行政圏」が誕生。
- 1988年3月 - 「多摩北部都市広域行政圏計画」を策定。
- 1993年3月 - 圏域の愛称を住民の公募により「多摩六都」と決定。
- 1995年3月 - 多摩六都科学館が開館。
- 2001年1月 - 田無市と保谷市が合併し西東京市が誕生、構成市は5市となった。なお、愛称の「多摩六都」は「六都フェア」や「多摩六都科学館」などで圏域の愛称として定着しており、「多摩五都」には変更しないこととした。

## 構成自治体
1. 小平市
2. 東村山市
3. 清瀬市
4. 東久留米市
5. 西東京市（旧田無市、旧保谷市）

## 一部事務組合
- 多摩六都科学館組合 - 多摩六都科学館の設置、管理及び運営に関する事務を共同処理するために設立。